# مرونال تاکور
مرونال تاکور (انگلیسی: Mrunal Thakur؛ زادهٔ ۱ اوت ۱۹۹۱) هنرپیشه، بازیگر سینما و مدل در بالیوود و اهل هند است.
از فیلم‌های معروف او می‌توان به بازی در فیلم سوپر ۳۰، خانه بتلا، عشق سونیا، سیتا رامام، داستان‌های ارواح، سلفی، داستان‌های شهوت ۲ و گمراه اشاره کرد.

## اوایل زندگی
او در یک خانواده هندو از [[مردمان مراتی]] متولد شد. او دو خواهر و برادر دارد، خواهر بزرگتر لوچان و یک برادر کوچکتر. وی دارای مدرک کارشناسی در رشته رسانه‌های جمعی (روزنامه‌نگاری) است.